# Ryan McDonagh
Ryan McDonagh (ur. 13 czerwca 1989 w Saint Paul, Minnesota) – amerykański hokeista, reprezentant USA, olimpijczyk.

## Kariera
- Cretin-Derham Hall (2004-2007)
- Wisconsin Badgers (2007-2010)
- Connecticut Whale (2010-2011)
- New York Rangers (2010-2018)
  -  Barys Astana (2012-2013)
- Tampa Bay Lightning (2018-)

Był zawodnikiem akademickiej drużyny Wisconsin Badgers na uczelni University of Wisconsin-Madison. W drafcie NHL z 2007 został wybrany przez Montreal Canadiens z numerem 12. Dwa lata później, w 2009 prawa do niego zostały odsprzedane do klubu New York Rangers. W lipcu 2010 podpisał kontrakt z tym klubem. Początkowo, od października 2010 występował w zespole farmerskim, Connecticut Whale. Od stycznia 2011 na stałe zawodnik New York Rangers i od tego czasu występuje w rozgrywkach NHL. Od października 2012 na okres lokautu w sezonie NHL (2012/2013) związany kontraktem z kazachskim klubem, Barys Astana (rozegrał 10 meczów). W lipcu 2013 przedłużył kontrakt z nowojorskim klubem o sześć lat. Pod koniec lutego 2018 został zawodnikiem Tampa Bay Lightning.
Uczestniczył w turniejach mistrzostw świata 2011, zimowych igrzysk olimpijskich 2014, Pucharu Świata 2016.

## Sukcesy
Reprezentacyjne
- Srebrny medal mistrzostw świata juniorów do lat 18: 2007

Klubowe
- Mistrzostwo dywizji NHL: 2012 z New York Rangers
- Mistrzostwo konferencji NHL: 2012 z New York Rangers
- Prince of Wales Trophy: 2012 z New York Rangers
- Puchar Stanleya: 2020 z Tampa Bay Lightning

Indywidualne
- Skład gwiazd pierwszoroczniaków WCHA: 2008
- Drugi skład gwiazd WCHA: 2010
- Występ w Meczu Gwiazd NHL w sezonie  2016-2017